# Téano (danaide)
En la mitología griega, Téano (Θεανώ) es hija de Dánao y de la náyade Polixo. Es una de las cincuenta danaides que fueron casadas con los hijos de Egipto y que mataron a sus maridos en la noche de bodas. En concreto, Téano desposó a Fantes.
Téano vivió con sus hermanas en Argos, y, frente al uso habitual en la Grecia de la época, tenían un rol activo y prominente en la vida pública, llegando a participar de decisiones importantes como la expedición contra Tirinto o la conquista de Epidauro. 
Pausanias recoge algunas fuentes que señalan a Téano como una de las instigadoras de la matanza, en conspiración con Dánao que recelaba de Egipto. Pero Fantes fue el único que llegó a consumar el matrimonio antes de ser asesinado, y dejó embarazada a Téano que mató después al recién nacido. Parece que esta figura inspiró a Eurípides en la composición de su tragedia Medea, y en atribuirle a la protagonista el asesinato de los hijos, pues hasta entonces el culpable del infanticidio variaba según las fuentes.